# Guadalest
Guadalest è un comune spagnolo situato nella comunità autonoma Valenciana.